# 生駒則正
生駒 則正（いこま のりまさ）は、大和宇陀松山藩家老である。

## 家系
本姓は谷氏。初代忠親が美濃で織田信雄に召抱えられ、信雄の養女（織田信清の娘）を娶り、信雄の母の実家の生駒氏を称することを許されたのに始まる。2代はその弟範親が継ぎ、3代は範親の子則旦、4代は則旦の子則親が継ぎ、代々三左衛門を称して家老を務める藩内の名門であった。

## 生涯
寛文4年（1664年）、大和宇陀松山藩家老生駒則親の長男として宇陀に生まれる。母は藩主・織田長頼の庶兄・津田勝広の娘。延宝6年（1678年）、藩主・長頼に小姓として仕え、貞享2年（1685年）、組頭となる。元禄6年（1693年）、父・則親の隠居により家督相続し、禄高1,500石で家老となる。
その後長頼の次代藩主となった信武に引き続き仕えていたが、元禄7年（1694年）、中老・田中安定と共に信武の寵臣の組頭・中山正峯を公金横領による不正蓄財で訴え、信武の怒りを買い、9月29日、上意討ちで殺害された。享年31。同日、弟則之も切腹、則正の子則定、主馬兄弟も斬られ、隠居の則親夫婦は分家生駒玄矩屋敷に禁固、妻は甥の津田頼城に預けられた。この一件は幕府の耳に入り、信武は2人の重臣の殺害を釈明することが出来ずに、同年10月30日、自害してしまう。
このお家騒動は、宇陀崩れと呼ばれ、信武の家督を相続した継嗣信休は、幕府に騒動を咎められ、8,000石を削減の上で、丹波柏原藩に転封となった。